# (500189) 2012 GB19
(500189) 2012 GB19 es un asteroide perteneciente al cinturón de asteroides, descubierto el 11 de enero de 2008 por el equipo del Spacewatch desde el Observatorio Nacional de Kitt Peak, Arizona, Estados Unidos.

## Designación y nombre
Designado provisionalmente como 2012 GB19.

## Características orbitales
2012 GB19 está situado a una distancia media del Sol de 2,380 ua, pudiendo alejarse hasta 2,701 ua y acercarse hasta 2,059 ua. Su excentricidad es 0,134 y la inclinación orbital 2,312 grados. Emplea 1341,37 días en completar una órbita alrededor del Sol.

## Características físicas
La magnitud absoluta de 2012 GB19 es 18,2.